# Manas (mente)
Manas es una palabra sánscrita que se traduce como ‘mente’, que los textos hinduistas (como las Upanishades) y la filosofía Hindú consideran una sustancia material sutil, una de las capas llamadas (Kosha) en la que se recubre el alma espiritual (atman). Procede de la palabra man, pensar; el Pensador. Facultad mental que hace del hombre un ser inteligente y moral; sinónimo de Mahat. Mente Pura, Mente Espiritual o Yo. Es la Mente filosófica, en relación con la vida interior y elevados ideales inegoístas, no afectada por el miedo o el deseo.
Igualmente en la Teosofía, corresponde al tercer principio de la Constitución septenaria. Si no se especifica, esotéricamente indica el Ego superior. Calificado por los teósofos como Budhi-Manas o Alma Espiritual, en contraposición con su imagen humana o Kama-manas. Es de naturaleza dual. Como Inteligencia inferior ligada al alma animal, Kāma o deseo, Kama-manas; y Manas o Inteligencia superior, en relación con Atma y Budhi, con los que constituye la Tríada superior.
Como este Manas “superior”, es el aspecto más noble de la mente, principio inmortal o Ego, capaz de recoger las experiencias más elevadas de cada encarnación, el ojo interno de la pura intuición, tendente hacia Budhi. El hombre purificado hasta el más elevado altruismo se convierte en un genio o Mahatma, adquiere el verdadero libre albedrío.

## En el hinduismo
Formaría parte del cuerpo sutil que conforma el Atman.
Siendo:
- Sthula-sharira (cuerpo burdo):

1. prthiví o bhumi (tierra)
2. apu (agua)
3. agní (fuego)
4. vaiu (aire)
5. akash (éter)

- Linga-sharira (cuerpo sutil):

1. manas (mente)
2. buddhi (inteligencia)
3. ajankara (ego, y la creencia de que el ser se considera a sí misma un individuo separado del universo).

Cada una de estas ocho capas es ocho veces más sutil que la anterior.
Ya en el Rig-veda (el texto más antiguo de la India, de mediados del II milenio a. C.) el término manas aparece junto con jrid o jridaia (‘corazón’), debido a que los hinduistas creían que el alma, con sus tres coberturas sutiles (la mente, la inteligencia y el ego falso) se encontraba alojada en el corazón.

## En el esoterismo

### Constitución septenaria en el Hombre

#### Tríada superior
1. Atma
2. Budhi
3. Manas

#### Cuaternario o Personalidad
1. Kama-manas
2. Astral
3. Prana
4. Etero-físico

## Nombre sánscrito
- manas, en el sistema AITS (alfabeto internacional para la transliteración del sánscrito).[1]
- मनस्, en escritura devanagari del sánscrito.[1]
- Pronunciación: /mánas/[1]

### Etimología[1]
La palabra manas está relacionada con el verbo sánscrito man (‘pensar’).
Ambos provienen de una antiquísima palabra indoeuropea man (pensamiento, pensar), de la que surgieron:
- idioma avéstico: man
- idioma eslavo y lituano: minéti
- idioma gótico: ga-munan
- idioma germánico: meinen
- idioma inglés: man (hombre), mean (cruel), mental (mental)
- idioma griego: μένω, μέμονα
  - μνήμη, mnéme, memoria; amnesia, mnemónico, mnemotécnico
  - μοûσα, moúsa, musa; museo, música
  - μανία, manía, manía; maníaco, manicomio
- latín: mens, mentis (mente), meminisse, monere
  - mentis, mente; mental, mentalidad
  - commentarium, comentario
  - dementia, demencia; demente, demencial
  - mentionis, mención
  - mentiri, mentir; mentiroso
  - monitor, monitor
  - monumentum monumento.

### Otras acepciones[1]
- manaḥparyāya, en la religión jaina, el estado de percepción mental que precede el logro del conocimiento perfecto. Nombre de la última etapa en la percepción de la verdad. Según el Sarva-dárshana-samgraja, citado en el Sanskrit-English Dictionary de Monier Monier-Williams.
- Manaḥpati: ‘el señor de la mente’, un nombre del dios Visnú. Según el Pañcha-ratra, citado en el Sanskrit-English Dictionary de Monier Monier-Williams.
- manaḥ-pīḍā: dolor de la mente, agonía mental.
- manaḥ-pūta: mentalmente puro. Según el Manu-samjitá (6.46).
- manaḥ-praṇīta: amado por la mente. Según el Majábharata (13.3503).
- manaḥ-prasāda: sosiego de la mente. Según el Majábharata, el Sajitia-darpana y los textos de herboristería de Súsruta.
- manaḥ-priya: amado por la mente. Según el Kirata-aryuníia.
- manaḥ-priyā: amada por la mente. Según el Kirata-aryuníia.
- manaḥ-prīti: deleite, alegría de la mente. Según el Kathá-sarit-ságara.
- manaḥ-śalya: desgarro [moral] del corazón. Según el Kumara-sambhava (2.22).
- Manaḥ-śikṣā: nombre de una obra teológica, que contiene la doctrina de Chaitania (1486-1534).
- manaḥ-śīghra: rápido como la mente. Según el Kathá-sarit-ságara.
- manaḥ-ṣaṣṭha: que tiene la mente como sexto órgano (se dice de los cinco órganos de los sentidos). Según el Átharva-vedá.
- manaḥ-saṃkalpa: deseo de la mente. Según el Ramaiana.
- manaḥ-saṅga: apego de la mente, fijación de los pensamientos, obsesión. la segunda etapa del amor. Según el Prata-parudríia.
- manaḥ-śūka angustia mental. Según el Divia-vadana.
- manaḥ-sád: sentado en la mente (el alma, que vive encerrada dentro de la capa mental). Según el Vāyasanei samjitá.
- manaḥ-stha: que está en la mente (el alma, que vive encerrada dentro de la capa mental). Según el Ramaiana.
- manaḥ-sthairya firmeza de la mente. Según la literatura kaviá.
- manaḥ-svāsthya: salud mental. Según el Buddha-charita.
- mánas-pāpa: pecado mental, un pecado cometido solo en el pensamiento. Según el Átharva-vedá.
- mánas-máya ‘hecho de mente’, espiritual (como opuesto a ‘material’). Según el Rig-veda.
- Manasā (‘la mental’): nombre de una diosa, que consiste en una partícula de Prakriti, hija del sabio Kashiapa, hermana del rey de las serpientes Ananta, esposa del muni Yarat Karu, madre del Astika y protectora de los seres humanos contra el veneno de las serpientes. Según el Pañcha-ratra.